# Кубинский конституционный референдум (1976)
Конституционный референдум на Кубе проводился 15 февраля 1976 года и стал первым референдумом после Кубинской революции. Проект Конституции прошёл общенародное обсуждение, в результате которого 60 из 141 статьи были изменены.
Конституция была одобрена 99,02 % голосов при явке 98 %.

## Вопрос референдума
Ратифицируете ли вы новую Конституцию республики?
Оригинальный текст (исп.)¿Ratifica usted la nueva Constitución de la República?

## Результаты
| Да или нет                 | Голосов   | Процент   |
| -------------------------- | --------- | --------- |
| Да                         | 5 473 534 | 99,02 %   |
| Нет                        | 54 070    | 0,98 %    |
| Недействительных голосов   | 75 369    | — %       |
| Всего голосов              | 5 602 973 | 100,00 %  |
| Явка                       | 98,00 %   | 98,00 %   |
| Электорат                  | 5 717 266 | 5 717 266 |
| Источник: Direct Democracy |           |           |